# Regobarrosia asara
Regobarrosia asara là một loài bướm đêm thuộc phân họ Arctiinae, họ Erebidae.